# Emil Schulten
Emil Schulten (* 6. März 1871 in Elberfeld; † 17. April 1938) war ein deutscher Autor von Wanderliteratur und Höhlenforscher.

## Leben
Geboren vorm Holz oberhalb Elberfelds, bestand Schulten mit 20 Jahren die erste Lehrerprüfung, im Jahr 1893 die zweite, 1896 die Turnlehrerprüfung, 1897 die Mittelschullehrerprüfung und 1898 die Rektoratsprüfung. Nach ersten Tätigkeiten an Vohwinkeler und Elberfelder Volksschulen wurde er 1906 am Elberfelder Gymnasium angestellt, zunächst als Vorschullehrer, seit 1913 als Zeichenlehrer, bis zu seiner Pensionierung im Jahr 1933.
Von 1913 bis Ende der 1920er Jahre veröffentlichte er in mehreren Auflagen die Wanderliteraturreihe Wanderschulten, in der er zahlreiche Empfehlungen für Wanderungen im ganzen Bergischen Land gab. Zu dieser Zeit wirkte er neun Jahre lang als zweiter Vorsitzender der Ortsgruppe Wuppertal des Sauerländischen Gebirgsvereins, der er von 1918 bis 1932 angehörte.
Mit seinem Bruder Ewald erforschte er die Kluterthöhle und veröffentlichte 1927 einen verbesserten Höhlenplan. Er entdeckte die aus dem Jahre 1586 datierte urkundliche Ersterwähnung der Kluterthöhle.	
Er erarbeitete Prinzipien für die Ausbildung von Wanderführern und lehrte diese Tätigkeit an der Volkshochschule Wuppertal. Darüber hinaus veröffentlichte er 1931 mit dem Buch Deutsche Wanderkunde ein Standardwerk der Wanderführerausbildung, das allerdings 1933 von den Nationalsozialisten verboten und eingezogen wurde.
1935 gründete er die ornithologische Abteilung des Naturwissenschaftlichen Vereins Wuppertal und arbeitete an einem Verzeichnis der bergischen Vogelwelt. Am 17. April 1938 stieß Schulten, der zur Vorbereitung auf eine vogelkundliche Wanderung mit dem Rad nach Wermelskirchen gefahren war, mit einem Auto zusammen und wurde dabei tödlich verletzt.

## Schriften
- Wanderschulten, Vier Bände, Elberfeld, 1913–1927
  - Wuppertaler Wanderbuch
  - Bergisches Wanderbuch
  - 44 neue, kleinere Fusswegfahrten im Osten des Bergischen Landes
  - 25 Tagesfahrten in Berg und Mark
- Führer durch die Kluterthöhle (bei Milspe in Westfalen). Deutschlands größte Höhle – ein Naturdenkmal, Elberfeld, 1927
- Deutsche Wanderkunde, Limpert-Verl., Dresden, 1931